# 2MASS J08152329-3859234
2MASS J08152329-3859234，也稱為ASASSN-21qj，是一個類似太陽的主序星恆星，有一個由塵埃和氣體組成的旋轉盤，它們是大約3億年前恆星形成時的殘留物。這顆恆星距離地球1850光年（567.2秒差距），位於星座船尾座。

## 行星碰撞事件
2021年，超新星全天自動巡天報告稱，這顆恆星正在迅速消退。已發表的天文學家電報要求進行後續觀測。天文學家Matthew Kenworthy博士和Eric Mamajek博士在推特上推測了這顆天體，業餘天文學家Arttu Sainio進行了自己的調查，並在NEOWISE數據中發現了增亮現象。隨後，他加入了社交媒體上的討論。這顆恆星在變暗事件發生前2.5年變亮。更多的貢獻來自業餘和專業天文學家，如業餘天文學家Hamish Barker、Sean Curry和業餘南方光譜項目天文臺團隊（2SPOT）成員Stéphane Charbonnel、Pascal Le Dû、Olivier Garde、Lionel Mulato和Thomas Petit的光譜跟踪。Franz Josef Hambsch博士用他的遠程天文臺ROAD觀測到了這個天體，並將他的觀測結果提交給了AAVSO。專業望遠鏡的其它觀測包括ATLAS、ALMA、拉斯坎布里斯天文台和TESS。
2023年，一篇科學論文報告了與兩顆冰巨星型系外行星一致的觀測結果，這兩顆行星的質量為數至數十地球質量：經歷了行星碰撞事件。碰撞發生在距離恆星2-16AU（天文單位）的地方。紅外增亮被認為是由碰撞加熱破壞產生的塵埃，達到1000K（727°C；1340°F）的溫度，然後塵埃慢慢冷卻並膨脹。塵埃雲與新形成的行星一起圍繞恆星運行，1,000天後，塵埃雲移動至恆星前方，導致了一次變暗事件。由於塵埃雲現在已經達到了很大的規模，這次變暗事件將持續600天。新形成的行星沒有引起凌日。
過去也曾發現了其它一些行星碰撞，如NGC 2354–ID8、HD 166191和英仙座V844附近。